# Lista de prefeitos de Chicago

Bandeira de Chicago

Esta é uma lista de prefeitos da cidade norte-americana de Chicago, Illinois.
O mandato de prefeito de Chicago era de dois anos entre 1837 e 1907, época em que foi prolongado para quatro anos. Até 1861, as eleições municipais eram realizadas no mês de março. Nesse ano, a legislação mudou para abril. Em 1869, porém, a data da eleição foi mudada novamente, desta vez para novembro, e o mandato que terminaria em abril daquele ano foi estendido.
| #  | Nome                       | Mandato                                        | Partido                | Notas                          |
| -- | -------------------------- | ---------------------------------------------- | ---------------------- | ------------------------------ |
| 1  | William Butler Ogden       | 1837-1838                                      | Democrata              |                                |
| 2  | Buckner Stith Morris       | 1838-1839                                      | Whig                   |                                |
| 3  | Benjamin Wright Raymond    | 1839-1840                                      | Whig                   |                                |
| 4  | Alexander Lloyd            | 1840-1841                                      | Democrata              |                                |
| 5  | Francis Cornwall Sherman   | 1841-1842                                      | Democrata              |                                |
| 6  | Benjamin Wright Raymond    | 1842-1843                                      | Whig                   |                                |
| 7  | Augustus Garrett           | 1843-1844                                      | Democrata              |                                |
| 8  | Alson Sherman              | 1844-1845                                      | Democrata independente |                                |
| 9  | Augustus Garrett           | 1845-1846                                      | Democrata              |                                |
| 10 | John Putnam Chapin         | 1846-1847                                      | Whig                   |                                |
| 11 | James Curtiss              | 1847-1848                                      | Democrata              |                                |
| 12 | James Hutchinson Woodworth | 1848-1850                                      | Democrata independente |                                |
| 13 | James Curtiss              | 1850-1851                                      | Democrata              |                                |
| 14 | Walter S. Gurnee           | 1851-1853                                      | Democrata              |                                |
| 15 | Charles McNeill Gray       | 1853-1854                                      | Democrata              |                                |
| 16 | Isaac Lawrence Milliken    | 1854-1855                                      | Democrata              |                                |
| 17 | Levi Day Boone             | 1855-1856                                      | Know-Nothing           |                                |
| 18 | Thomas Dyer                | 1856-1857                                      | Democrata              |                                |
| 19 | John Wentworth             | 1857-1858                                      | Democrata              |                                |
| 20 | John Charles Haines        | 1858-1860                                      | Democrata              |                                |
| 21 | John Wentworth             | 1860-1861                                      | Democrata              |                                |
| 22 | Julian Sidney Rumsey       | 1861-1862                                      | Republicano            |                                |
| 23 | Francis Cornwall Sherman   | 1862-1865                                      | Democrata              |                                |
| 24 | John Blake Rice            | 1865-1869                                      | Republicano            |                                |
| 25 | Roswell B. Mason           | 1869-1871                                      | Independente           |                                |
| 26 | Joseph Medill              | 1871-1873                                      | Independente           |                                |
| 27 | Harvey Doolittle Colvin    | 1873-1875                                      | Populista              |                                |
| 28 | Monroe Heath               | 1876-1879                                      | Republicano            |                                |
| 29 | Carter Harrison, Sr.       | 1879-1887                                      | Democrata              |                                |
| 30 | John A. Roche              | 1887-1889                                      | Republicano            |                                |
| 31 | DeWitt Clinton Cregier     | 1889-1891                                      | Republicano            |                                |
| 32 | Hempstead Washburne        | 1891-1893                                      | Republicano            |                                |
| 33 | Carter Harrison, Sr.       | 1893                                           | Democrata              | Assassinado em exercício       |
| 34 | George Bell Swift          | 1893                                           | Republicano            | Mayor Pro Tem                  |
| 35 | John Patrick Hopkins       | 1893-1895                                      | Democrata              |                                |
| 36 | George Bell Swift          | 1895-1897                                      | Republicano            |                                |
| 37 | Carter Harrison, Jr.       | 1897-1905                                      | Democrata              |                                |
| 38 | Edward Fitzsimmons Dunne   | 1905-1907                                      | Democrata              |                                |
| 39 | Fred A. Busse              | 1907-1911                                      | Republicano            |                                |
| 40 | Carter Harrison, Jr.       | 1911-1915                                      | Democrata              |                                |
| 41 | William Hale Thompson      | 1915-1923                                      | Republicano            |                                |
| 42 | William Emmett Dever       | 1923-1927                                      | Democrata              |                                |
| 43 | William Hale Thompson      | 1927-1931                                      | Republicano            |                                |
| 44 | Anton Cermak               | 1931-1933                                      | Democrata              | Assassinado em exercício       |
| 45 | Frank J. Corr              | 15 de março de 1933 - 17 de abril de 1933      | Democrata              | Prefeito por 32 dias           |
| 46 | Edward Joseph Kelly        | 17 de abril de 1933 - 15 de abril de 1947      | Democrata              |                                |
| 47 | Martin H. Kennelly         | 15 de abril de 1947 - 20 de abril de 1955      | Democrata              |                                |
| 48 | Richard J. Daley           | 20 de abril de 1955 - 1976                     | Democrata              | Falecido em exercício          |
| 49 | Michael Anthony Bilandic   | 1976 - 16 de abril de 1979                     | Democrata              |                                |
| 50 | Jane Byrne                 | 16 de abril de 1979 - 29 de abril de 1983      | Democrata              |                                |
| 51 | Harold Washington          | 29 de abril de 1983 - 25 de novembro de 1987   | Democrata              | Falecido em exercício          |
| 52 | David Duvall Orr           | 25 de novembro de 1987 - 2 de dezembro de 1987 | Democrata              | Prefeito interino por 8 dias   |
| 53 | Eugene Sawyer              | 2 de dezembro de 1987 - 24 de abril de 1989    | Democrata              | Eleito pelo conselho da cidade |
| 54 | Richard M. Daley           | 24 de abril de 1989 - 2011                     | Democrata              |                                |
| 55 | Rahm Emanuel               | 16 de maio de 2011-2019                        | Democrata              |                                |
| 56 | Lori Lightfoot             | 20 de maio de 2019-Presente                    | Democrata              |                                |